# Fallschirm-Panzergrenadier-Division 2 Hermann Göring
Die Fallschirm-Panzergrenadier-Division 2 Hermann Göring war ein zur Luftwaffe gehörender Großverband der Wehrmacht, der in der Spätphase des Zweiten Weltkriegs gebildet wurde. Die Aufstellung der Division erfolgte am 24. September 1944 auf dem Truppenübungsplatz Mitte bei Radom im Generalgouvernement Polen.

## Einsatzgeschichte
Die Division wurde im Oktober und November bei der Heeresgruppe Mitte im Weichselbogen eingesetzt. Im Februar 1945 kämpfte die Division als Teil der Heeresgruppe Nord in Ostpreußen. Danach wurde sie im April der Reserve des OKH zugeordnet und nach Mitteldeutschland verlegt. Hier kämpfte sie im Mai 1945 zuletzt im Erzgebirge und ging hier auch in alliierte Kriegsgefangenschaft.

## Gliederung
- Fallschirm-Panzergrenadier-Regiment 3 Hermann Göring[2]
- Fallschirm-Panzergrenadier-Regiment 4 Hermann Göring
- Fallschirm-Panzer-Aufklärungs-Abteilung 2 Hermann Göring
- Fallschirm-Panzer-Füsilier-Bataillon 2 Hermann Göring
- Fallschirm-Panzer-Artillerie-Regiment 2 Hermann Göring
- Fallschirm-Sturmgeschütz-Abteilung Hermann Göring
- Fallschirm-Panzer-Pionier-Bataillon 2 Hermann Göring
- Fallschirm-Panzer-Nachrichten-Abteilung 2 Hermann Göring
- Fallschirm-Panzer-Feldersatz-Bataillon 2 Hermann Göring